# Arthur D. Howden Smith

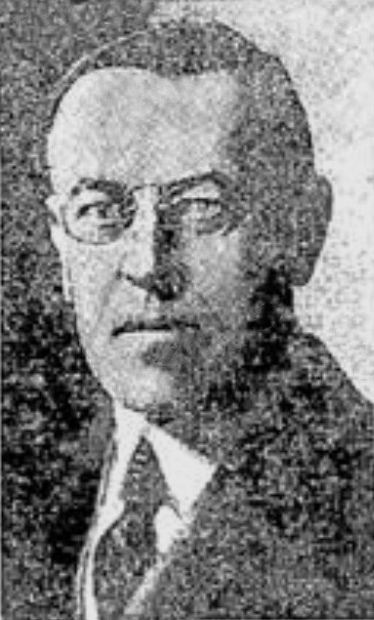
Arthur D. Howden Smith (1918)

Arthur D. Howden Smith (* 29. Dezember 1887 in Brooklyn, New York City, Vereinigte Staaten von Amerika; † 18. Dezember 1945 ebenda) war ein US-amerikanischer Journalist, Schriftsteller und Historiker. D. Howden Smith erlangte besonders in Bulgarien große Bekanntheit, als er sich als Kriegsberichterstatter im Jahr 1907 der Inneren Makedonisch-Adrianopeler Revolutionären Organisation (IMARO) anschloss und in Makedonien mit anderen Komitadschi unterwegs die makedonischen Wälder und Berge durchstreifte. Er ist neben Albert Sonnichsen einer der wenigen westlichen Journalisten, die vom bulgarischen Freiheitskampf in Makedonien aus nächster Nähe berichteten und Bücher veröffentlichten.

## Leben

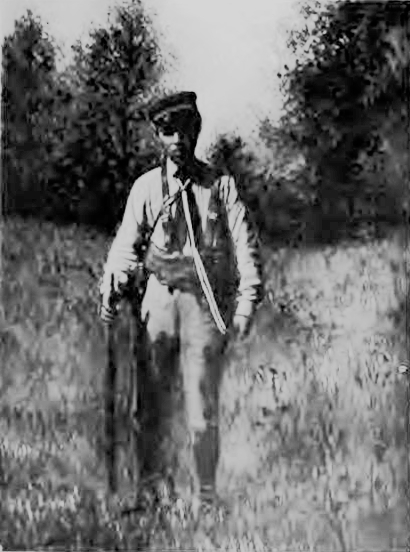
Arthur D. Howden Smith als Komitadschi in Makedonien

Arthur D. Howden Smith wurde am 29. Dezember 1887 in Brooklyn, New York, in den Vereinigten Staaten geboren. Seine Familie stammt aus Neuengland und betrieb ein Segelgeschäft. Zu seiner Persönlichkeit ist wenig bekannt; er galt als introvertiert. Als er im Alter von siebzehn Jahren beschloss, Journalist zu werden, begann er eine Ausbildung bei der New York Evening Post. Bei mehreren Aufenthalten in New Yorker Cafés, wo er hauptsächlich Emigranten aus dem Balkan traf, beschloss er, diese Region mit ihrer sehr wechselhaften Geschichte zu bereisen. Da zu der Zeit der Ilinden-Preobraschenie-Aufstand in Makedonien und Thrakien ausgebrochen war, welcher damals das Osmanische Reich und Europa erschütterte, beschloss er, nach Makedonien zu reisen, um Kriegsberichterstatter zu werden. Dort schloss er sich der Inneren Makedonisch-Adrianopeler Revolutionären Organisation (IMARO) an, einer anti-osmanischen, bulgarischen Untergrundorganisation, die für eine Autonomie Makedoniens mit einem eventuellen Anschluss Bulgariens kämpfte.
Nachdem er Europa erreicht hatte, reiste er weiter nach Sofia, der Hauptstadt des Zarentums Bulgarien. Dort angekommen suchte er nach Mitgliedern der IMARO und bat um Erlaubnis, sich mit einer Tscheta (Rebellengruppe) zu verbinden, um aus nächster Nähe von den revolutionären Kämpfen in Makedonien berichten zu können. Das Komitee der Organisation war zunächst abgeneigt, eine Erlaubnis zu erteilen. Der bulgarisch-makedonische Revolutionär Boschirad Tatartschew aus Resen (ein Cousin Christo Tatartschews), welcher fließend Englisch beherrschte, antwortete D. Howden Smith wie folgt:

„Du bist ein kleiner Mann (Arthur Howden Smith war etwa 1,70 m groß und wog etwa 72 Kilo). Glaubst du, du könntest diese Sache aushalten? Es ist sehr schwer. Du kannst dich nicht ausruhen. Die Askerî (osmanische Soldaten) folgen dir immer. Du trägst Sandalen, die deine Füße nicht schützen. Oft musst du ohne Essen auskommen. Wenn du bis zum Ende erschöpft bist, ist es dein Brot, das du wegwerfen wirst, damit du nichts von deiner Munition opfern musst. Es ist ein hartes Leben, mein Herr, und ein undankbares.
Du verstehst nicht, welche Art von Krieg die Türken führen. Es ist nicht so, wie es Westeuropa kennt. Es wird keine Gnade gezeigt. Es würde dir nichts nützen, ein Nicht-IMARO-Kämpfer zu sein. Du würdest trotzdem getötet werden, wenn sie dich erwischen würden. Die Askerî machen nie Gefangene. Du bist jung und hast das Leben vor dir. Denk darüber nach. Lohnt es sich? Denke daran, dass du keiner von uns bist; Wir gehören nicht zu deinem Volk. Warum solltest du dein Leben für eine fremde Sache riskieren? Für einen Mann, der nach Makedonien geht, kann es keinen Mittelweg geben. Entweder geht er mit den Türken oder er geht mit den Tschetniks, und wenn er mit den Tschetniks geht, geht er bewaffnet.“

Nachdem Arthur D. Howden Smith mit den Risiken einverstanden war, wurde er mit Hilfe des IMARO-Revolutionärs Boschirad Tatarschew in der Newrokop-Tscheta von Petar Milew 1907 aufgenommen. Nachdem er ein Jahr mit der Tscheta die Region Makedoniens durchstreift hatte und in Scharmützel verwickelt worden war, kehrte er in seine Heimat New York zurück. Dort schrieb er als Experte der makedonischen Frage seine Erlebnisse in seinem Buch Fighting the Turk in the Balkans nieder. In den Jahren zwischen 1908 und 1915 wurde er Reporter der New York Evening Post. 1912 heiratete er Nora Pinkney und bekam mit ihr eine Tochter, die nach ihrer Mutter Nora genannt wurde. Nora starb als Kind in den 1920er Jahren.
Von 1918 bis 1920 war er Politik- und Washington-Korrespondent des New York Globe (später von der New York Sun gekauft). Nach dem Ersten Weltkrieg wurde er Korrespondent der Evening Post. Als Historiker schrieb er Biografien von John Jacob Astor, Cornelius Vanderbilt, Lt. Gen. Winfield Scott und Edward Mandell House. Er ist auch Autor von A Cadet of Belgium: An American Boy in the Great War (1915), The Real Colonel House (1918) und Grey Maiden, the Story of a Sword through the Ages (1929).
D. Howden Smith starb am 18. Dezember 1945 im Alter von 57 Jahren in seinem Apartment in New York an einem Herzinfarkt.
Sein Buch Fighting the Turk in the Balkans wurde 1983 ins Bulgarische übersetzt. In Nordmazedonien existiert bis heute keine übersetzte mazedonische Auflage, da der Autor in seinem Buch die Mehrheit der damaligen Bevölkerung Makedoniens und die IMARO-Kämpfer als bulgarisch bzw. Bulgaren bezeichnet.

## Schriften
- Village Life in China , Fleming H. Revell Company, 1899
- Fighting the Turk in the Balkans; an American's adventures with the Macedonian revolutionists, G. P. Putnam's Sons, New York, London, 1908
- A cadet of Belgium: a story of cavalry daring, bicycle and armored automobile adventures, Musson, Toronto, 1915
- In defence of Paris: a story of infantry and the big guns, Musson, Toronto, 1915
- The real Colonel House, George H. Doran Company, New York, 1918
- The treasure of the Bucoleon, Brentano's, New York, 1923
- Porto Bello gold, Brentano's, New York, 1924
- Commodore Vanderbilt: an epic of American achievement, R.M. McBride & Company, New York, 1927
- Grey maiden, the story of a sword through the ages, Longmans, Green and Co, London, New York [etc.], 1929